# Richard Mize
Richard Norman „Dick“ Mize (* 17. Dezember 1935 in Gilman) ist ein früherer US-amerikanischer Skilangläufer und Biathlet.
Dick Mize bezog das Western State College, wo er als Skilangläufer aktiv war. Nach dem College ging er zum US-Militär, wo er auch Biathlon betrieb. Er nahm am ersten olympischen Biathlon-Rennen der Geschichte bei den Olympischen Spielen 1960 in Squaw Valley teil. Mit einer Zeit von einer Stunde und 33:56,2 Minuten und elf Schießfehlern, aus denen 22 Strafminuten resultierten, wurde Mize nach John Burritt auf dem 21. von 30 Plätzen zweitbester US-amerikanischer Läufer. Nachdem er aus dem US-Militär entlassen worden war, blieb er an seinem Stationierungsort in Fort Richardson in Alaska. Er unterrichtete dort an der East High School, war Skilehrer und 40 Jahre lang Organisator von Skireisen durch Alaska. Selbst blieb er lange aktiver Skilangläufer.